# Torcy-en-Valois
 Torcy-en-Valois  (hasta 1933, simplemente Torcy) es una población y comuna francesa, en la región de Picardía, departamento de Aisne, en el distrito de Château-Thierry y cantón de Neuilly-Saint-Front.

## Demografía
| 74 | 62 | 38 | 55 | 80 | 73 |
| Para los censos de 1962 a 1999 la población legal corresponde a la población sin duplicidades (Fuente: INSEE [Consultar]) |    |    |    |    |    |